# Andreas Franck Nielsen
Andreas Franck Nielsen, (alias Cr1t-), född 13 juli 1996, är en dansk professionell Dota 2-spelare som spelar för Evil Geniuses.

## Karriär
Nielsen började sin professionella Dota 2 karriär i laget H2k Gaming. Nielsen lämnade laget efter några månader och hade svårt att hitta framgång under de nästa två åren. Nielsen studerade fortfarande på gymnasiet när han började spela professionellt och fann det svårt att fokusera på studierna och spelet samtidigt. Nielsen valde att göra klart sina studier och 2015 gick han med i (monkey) Business tillsammans med Johan Sundstein. Efter Sundstein bildade organisationen OG blev Nielsen direkt erbjuden en plats i laget. Under sin tid i OG fann Nielsen stora framgångar där han bland annat vann två stycken majors, Frankfurt Major och Manila Major.
OG var favoriterna vid The International 2016 men lyckades inte ta sig ut ur gruppspelen. Nielsen lämnade OG och blev upplockad av Evil Geniuses där han spelar än idag. Nielsen vann sin första turnering med EG och laget blev inbjudet till Boston Major där de förlorade mot OG i semifinalen.
Vid The International 2018 hamnade EG på en tredjeplats.
Nielsen är en av få spelare som har nått 10 000 MMR i Dota 2:s rankade spelläge.